# American Virgin (2000)
American Virgin é um filme de comédia de 2000 dirigido por Jean-Pierre Marois. O enredo é sobre uma jovem, Katrina Bartalotti (Mena Suvari), filha de um diretor de cinema adulto (Robert Loggia), que concorda em perder a virgindade na tela para irritar seu pai.

## Elenco
- Mena Suvari como Katrina
- Robert Loggia como Ronny
- Bob Hoskins como Joey
- Sally Kellerman como Quaint McPerson
- Mark Adair-Rios como guarda de segurança masculino
- Jason Bercy como Mensageiro
- Brian Bloom como Brad
- Octavia Spencer como Agnes Large
- Michael Cudlitz como Bob
- Freda Foh Shen como Marge
- Life Garland as Crip
- Penny Griego como apresentadora
- Elizabeth Guber como operadora
- Jim Czarnecki como professor
- Carrie Ann Inaba como Hiromi
- Ron Jeremy como sargento de mesa
- Lamont Johnson como Nick
- Ira Israel como Ira
- Esai Morales como Jim o diretor
- Gabriel Mann como Brian
- Jerry Waskiw como Jerry Vegas

## Recepção
No Rotten Tomatoes, o filme tem um índice de aprovação de 29% com base em avaliações de 7 críticos.
Michael Sauter, da Entertainment Weekly, deu nota F e chamou de "quase impossível de assistir".